# Vì con mà sống
Vì con mà sống (tiếng Hàn: 하나뿐인 내편; Romaja: Hanabbunin Naepyeon) (tiếng Anh: My only one) là một bộ phim truyền hình Hàn Quốc với sự tham gia của Choi Soo-jong, Uee, Lee Jang-woo, Yoon Jin-yi, Jung Eun-woo, Na Hye-mi, and Park Sung-hoon.  Bộ phim được phát sóng trên đài KBS2 vào thứ Bảy và Chủ Nhật hàng tuần từ 19:55 đến 21:15 (KST) từ ngày 15 tháng 9 năm 2018 đến ngày 17 tháng 3 năm 2019.

## Cốt truyện
Vì con mà sống xoay quanh cô nàng "lọ lem" Kim Do Ran luôn nỗ lực chăm chỉ và lạc quan dù cuộc sống nghèo khó. Do Ran đã sống những tháng ngày luôn phải chịu sự hắt hủi, la mắng của người cô gọi bằng mẹ. May mắn là Do Ran có một người bố tâm lý và hết lòng yêu thương cô, cô gái giàu nghị lực đã lớn lên thành một người hiếu thảo, chịu khó và lạc quan. Nhưng cuộc sống yên bình của Do Ran bị xáo trộn khi một ngày, người bố 28 năm trời bặt vô âm tín Kang Soo II (Choi Soo Jong) đột nhiên xuất hiện. Do Ran bàng hoàng phát hiện người yêu thương cô nhất bấy lâu nay không phải ruột thịt, còn người bố ruột mới xuất hiện lại là một kẻ sát nhân. Nhiều biến cố không tưởng ập đến, nhân vật chính Kang Soo II là một người tù hoàn lương với quá khứ đầy bi kịch: vì túng quẫn mà đi cướp tiền để chữa bệnh cho vợ nhưng người vợ vẫn không qua khỏi, sau đó lại phải dằn lòng chia xa đứa con gái vừa mới lọt lòng, nhiều năm sau gặp lại cũng không dám nhận con vì sợ cô mang tiếng là con của kẻ sát nhân. Con gái ruột của ông, Kim Do Ran cũng có một cuộc sống không ít gian truân và tủi hờn do thiếu vắng tình thương của mẹ. Hai cha con đứng ở trung tâm của mâu thuẫn và những mối quan hệ chồng chéo, sẽ phải nỗ lực rất nhiều để có thể hóa giải hiểu lầm và thật lòng chấp nhận nhau...

## Diễn viên
- Choi Soo-jong trong vai Kang Soo-il (trước đây gọi là Kim Young-hoon): Cha ruột của Do-ran

- - Lee Joon-seo trong vai Soo-il thời trẻ

- Uee trong vai Kim Do-ran: Con gái của Soo-il

- - Kim Soo-in trong vai Do-ran thời trẻ

- Lee Jang-woo trong vai Wang Dae-Ryook

- Yoon Jin-yi vai Jang Da-ya: Bạn gái của Yi-ryook

- Na Hye-mi vai Kim Mi-ran: Em gái nuôi của Do-ran

- - Kang Joo-ha trong vai Mi-ran thời trẻ

- Park Sung-hoon trong vai Jang Go-rae: Anh trai của Da-ya

- Lee Doo-il trong vai Kim Dong-chul: Cha nuôi của Do-ran

- - Song Joon-hee trong vai Dong-chul thời trẻ

- Im Ye-jin vai So Yang-ja: Mẹ nuôi của Do-ran

- Jeong Jae-sun trong vai Park Geum-byung: Bà của Dae - Ryook và Yi - Ryook

- Park Sang-won vai Wang Jin-gook: Cha của Dae-Ryook và Yi- Ryook

- - Ji Yun-woo trong vai Jin-gook thời trẻ

- Cha Hwa-yeon vai Oh Eun-young: Mẹ của Dae - Ryook và Yi - Ryook

- Lee Hye-sook vai Na Hong-sil: Mẹ của Go Rae và Da-Ya

- Jin Kyung trong vai Na Hong-joo: Dì của Go Rae và Da-Ya

- Kim Chang-hoi trong vai Thư ký Hong

- Lee Seung-hyung trong vai Chánh thư ký Yang

- Kim Choo-wol vai Yeo Joo-daek: Quản gia gia đình Wang

- Hwang Geum-byul trong vai Miss Jo: Quản gia gia đình Wang

- Go Na-eun vai Jang So-young: Con gái Chủ tịch Tập đoàn JS

- Im Ji-hyun vai Yoo-jin: Bạn của Do-ran

- Lee Yong-lee vai Geum-ok: Bà của Yoo-jin

- Lee Sang-koo trong vai Cha Peter

- Park Hyun-jung vai Yeon-yi: Mẹ ruột của Do-ran

- Park Ha-na trong vai Sung Soo-hyun: Con gái của Q Pharmaceuticals

- Song Yong-shik vai Park Dong-won: Bạn của Soo-Il

- Lee Sang-hoon vai Byun Tae-suk: Chồng cũ của Hong-joo

- Lee Young-suk trong vai Noh Sook-ja: Cá mập cho vay

- Jung Hun vai Seung-joon: Bạn của Go-rae

- Song Won-seok vai Lee Tae-poong: Nhân viên tiệm bánh

- Lee Joo-bin trong vai Soo-jung: nhân viên của nhà hàng Yi-ryook

- Choi Dae-chul vai Jang Dae Ho: Cha của Go Rae và Da Ya

## Phát sóng tại Việt Nam
Phim được phát sóng trên HTV2 - Vie Channel với tên gọi Vì con mà sống dưới dạng lồng tiếng Việt với độ dài 79 tập (45 phút/tập)

## Các phiên bản phim khác
- Hương vị tình thân  (VTV1)